# Australiens herrlandslag i ishockey

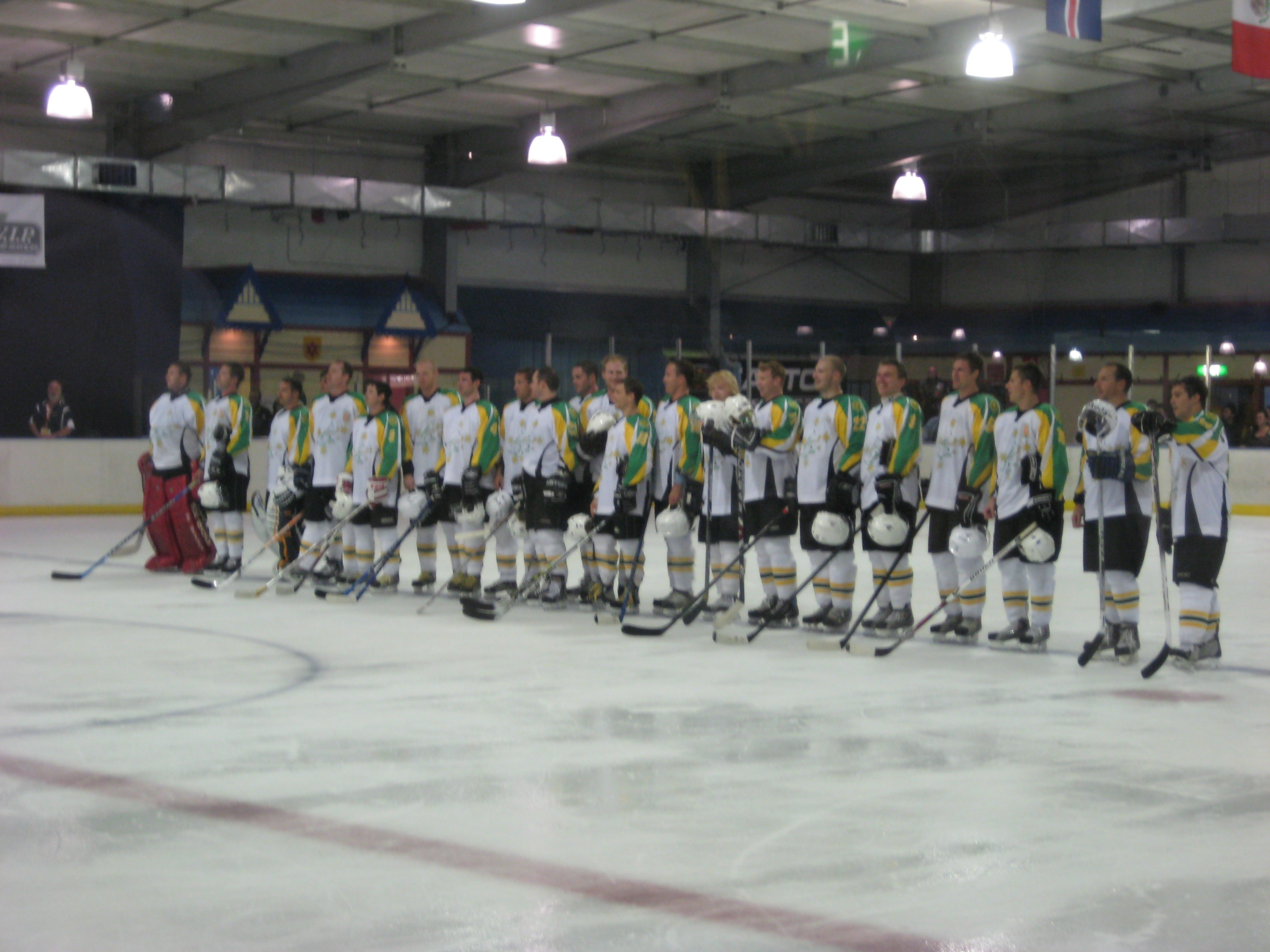
Australien har spelat mot Spanien. 2008.

Australiens herrlandslag i ishockey representerar Australien i ishockey. Första matchen spelades den 20 februari 1960 i Squaw Valley, Kalifornien, USA under olympiska vinterspelen 1960, och förlorades med 1-18 mot det dåvarande Tjeckoslovakien .

## OS-turneringar
- 1960 - OS i Squaw Valley, USA - nia
- 1964 - OS i Innsbruck, Österrike - kvalificerade sig inte
- 1968 - OS i Grenoble, Frankrike - deltog ej
- 1972 - OS i Sapporo, Japan - deltog ej
- 1976 - OS i Innsbruck, Österrike - deltog ej
- 1980 - OS i Lake Placid, USA - deltog ej
- 1984 - OS i Sarajevo, Jugoslavien - deltog ej
- 1988 - OS i Calgary, Kanada - deltog ej
- 1992 - OS i Albertville, Frankrike - deltog ej
- 1994 - OS i Lillehammer, Norge - deltog ej
- 1998 - OS i Nagano, Japan - deltog ej
- 2002 - OS i Salt Lake City, USA - deltog ej
- 2006 - OS i Turin, Italien - deltog ej
- 2010 - OS i Vancouver, Kanada - deltog ej
- 2014 - OS i Sotji, Ryssland - deltog ej

## VM-turneringar
- 1960 - OS (A-VM) i USA - nia (sist), 6 matcher, 0 segrar, 6 förluster, 10 gjorda mål, 87 insläppta mål, 0 poäng.
- 1962 - B-VM i USA - femma (näst sist), 5 matcher, 1 seger, 5 förluster, 13 gjorda mål, 51 insläppta mål, 2 poäng.
- 1974 - C-VM i Frankrike - sjua (näst sist), 7 matcher, 1 seger, 6 förluster, 13 gjorda mål, 74 insläppta mål, 2 poäng.
- 1979 - C-VM i Spanien - åtta (sist), 7 matcher, 0 segrar, 1 oavgjord, 6 förluster, 13 gjorda mål, 53 insläppta mål, 1 poäng.
- 1986 - C-VM i Spanien - tia (sist), 5 matcher, 0 segrar, 1 oavgjord, 4 förluster, 16 gjorda mål, 42 insläppta mål, 1 poäng.
- 1987 - D-VM i Australien (hemmaplan) - etta (guld), 6 matcher, 5 segrar, 1 oavgjord, 0 förluster, 177 gjorda mål, 6 insläppta mål, 11 poäng.
- 1989 - C-VM i Australien (hemmaplan) - åtta (sist), 7 matcher, 0 segrar, 7 förluster, 14 gjorda mål, 58 insläppta mål, 0 poäng.
- 1990 - D-VM i Storbritannien - tvåa (silver), 4 matcher, 0 segrar, 2 oavgjorda, 2 förluster, 10 gjorda mål, 34 insläppta mål, 2 poäng.
- 1992 - C-VM i Storbritannien - trea (brons), 5 matcher, 2 segrar, 1 oavgjord, 2 förluster, 24 gjorda mål, 26 insläppta mål, 5 poäng.
- 1993 - C-VM i Slovenien - sjua, 5 matcher, 2 segrar, 3 förluster, 19 gjorda mål, 51 insläppta mål, 4 poäng.
- 1994 - C-VM i Spanien - sexa, 5 matcher, 2 segrar, 3 förluster, 20 gjorda mål, 16 insläppta mål, 4 poäng.
- 1995 - C-VM i Sydafrika - sjua, 6 matcher, 3 segrar, 3 förluster, 31 gjorda mål, 31 insläppta mål, 6 poäng.
- 1996 - D-VM i Sydafrika - åtta (sist), 5 matcher, 0 segrar, 5 förluster, 14 gjorda mål, 43 insläppta mål, 0 poäng.
- 1997 - D-VM i Andorra - sexa, 5 matcher, 1 seger, 1 oavgjord, 3 förluster, 20 gjorda mål, 25 insläppta mål, 3 poäng.
- 1998 - D-VM i Sydafrika - tvåa (silver), 5 matcher, 3 segrar, 1 oavgjord, 1 förlust, 35 gjorda mål, 15 insläppta mål, 7 poäng.
- 1999 - D-VM i Sydafrika - trea (brons), 4 matcher, 2 segrar, 2 förluster, 29 gjorda mål, 9 insläppta mål, 4 poäng.
- 2000 - D-VM i Island - trea (brons), 4 matcher, 2 segrar, 0 oavgjorda, 2 förluster, 23 gjorda mål, 16 insläppta mål, 4 poäng.
- 2001 - VM Division II i Spanien - trea (brons), 5 matcher, 3 segrar, 0 oavgjorda, 2 förluster, 40 gjorda mål, 23 insläppta mål, 6 poäng.
- 2002 - VM Division II i Sydafrika - fyra, 5 matcher, 2 segrar, 0 oavgjorda, 3 förluster, 32 gjorda mål, 39 insläppta mål, 4 poäng.
- 2003 - VM Division II i Sydkorea - fyra, 5 matcher, 2 segrar, 0 oavgjorda, 3 förluster, 25 gjorda mål, 26 insläppta mål, 4 poäng.
- 2004 - VM Division II i Spanien - trea (brons), 5 matcher, 3 segrar, 1 oavgjord, 1 förlust, 40 gjorda mål, 18 insläppta mål, 7 poäng.
- 2005 - VM Division II i Kroatien - tvåa (silver), 5 matcher, 4 segrar, 0 oavgjorda, 1 förlust, 34 gjorda mål, 5 insläppta mål, 8 poäng.
- 2006 - VM Division II i Nya Zeeland - trea (brons), 5 matcher, 3 segrar, 1 oavgjord, 1 förlust, 27 gjorda mål, 14 insläppta mål, 7 poäng.
- 2007 - VM Division II i Sydkorea - tvåa (silver), 4 matcher, 3 segrar, 1 förlust, 25 gjorda mål, 11 insläppta mål, 9 poäng.
- 2008 - VM Division II i Australien (hemmaplan) - etta (guld), 5 matcher, 5 segrar, 20 gjorda mål, 6 insläppta mål, 15 poäng.
- 2009 - VM Division I i Litauen - sexa (sist), 5 matcher, 0 segrar, 5 förluster, 7 gjorda mål, 40 insläppta mål, 0 poäng.
- 2010 - VM Division II i Mexiko - tvåa (silver), 5 matcher, 4 segrar, 1 förlust, 31 gjorda mål, 15 insläppta mål, 12 poäng.
- 2011 - VM Division II i Australien (hemmaplan) - etta (guld), 4 matcher, 4 segrar, 0 förluster, 22 gjorda mål, 6 insläppta mål, 12 poäng.
- 2012 - VM Division I Grupp B i Polen - sexa (sist), 5 matcher, 0 segrar, 5 förluster, 14 gjorda mål, 27 insläppta mål, 0 poäng.
- 2013 - VM Division II Grupp A i Kroatien - fyra, 5 matcher, 2 segrar, 2 förluster, 0 sudden deaths-/straffläggningssegrar, 1 sudden deaths-/straffläggningsförlust, 13 gjorda mål, 13 insläppta mål, 7 poäng.
- 2014 - VM Division II Grupp A i Serbien - fyra, 5 matcher, 1 seger, 2 förluster, 0 sudden deaths-/straffläggningssegrar, 2 sudden deaths-/straffläggningsförluster, 13 gjorda mål, 14 insläppta mål, 5 poäng.
- 2015 - VM Division II Grupp A i Island - sexa (sist), 5 matcher, 0 segrar, 4 förluster, 1 sudden deaths-/straffläggningsseger, 0 sudden deaths-/straffläggningsförluster, 11 gjorda mål, 30 insläppta mål, 2 poäng.
- 2016 - VM Division II Grupp B i Mexiko - etta (guld), 5 matcher, 4 segrar, 0 förluster, 1 sudden deaths-/straffläggningsseger, 0 sudden deaths-/straffläggningsförluster, 58 gjorda mål, 10 insläppta mål, 14 poäng.

## VM-statistik

### 1960-2006
| VM-Turneringar    | Matcher | Segrar | Oavgjorda | Förluster | Gjorda mål | Insläppta mål | Poäng |
| ----------------- | ------- | ------ | --------- | --------- | ---------- | ------------- | ----- |
| A-VM              | 6       | 0      | 0         | 6         | 10         | 87            | 0     |
| B-VM/Division I   | 5       | 1      | 0         | 5         | 13         | 51            | 2     |
| C-VM/Division II  | 75      | 27     | 5         | 43        | 348        | 476           | 59    |
| D-VM/Division III | 33      | 13     | 5         | 15        | 308        | 148           | 31    |

### 2007-
| VM-Turneringar | Matcher | Segrar | Förluster | Sudden deaths-/Straffläggningssegrar | Sudden deaths-/Straffläggningsförluster | Gjorda mål | Insläppta mål | Poäng |
| -------------- | ------- | ------ | --------- | ------------------------------------ | --------------------------------------- | ---------- | ------------- | ----- |
| VM             | 0       | 0      | 0         | 0                                    | 0                                       | 0          | 0             | 0     |
| Division I     | 10      | 0      | 10        | 0                                    | 0                                       | 21         | 67            | 0     |
| Division II    | 43      | 26     | 11        | 3                                    | 3                                       | 209        | 118           | 87    |
| Division III   | 0       | 0      | 0         | 0                                    | 0                                       | 0          | 0             | 0     |

- ändrat poängsystem efter VM 2006, där seger ger 3 poäng istället för 2 och att matcherna får avgöras genom sudden death (övertid) och straffläggning vid oavgjort resultat i full tid. Vinnaren får där 2 poäng, förloraren 1 poäng.